# Phyllidiella molaensis
Phyllidiella molaensis is een slakkensoort uit de familie van de Phyllidiidae. De wetenschappelijke naam van de soort is voor het eerst geldig gepubliceerd in 1977 door Meyer.